# Ciudad Deportiva del Real Madrid
La Ciudad Deportiva era il centro di allenamento della società polisportiva spagnola Real Madrid. Sorgeva nel Paseo de la Castellana di Madrid.

## Centro del Real Madrid
Completata sotto la presidenza di Santiago Bernabéu Yeste nel 1963, la Ciudad Deportiva era un complesso sportivo innovativo per l'epoca. Situata alla periferia della città, aveva campi di allenamento per la prima squadra e per le giovanili, nonché strutture per membri del club come piscine e centri ricreativi. Vi si allenavano anche atleti di sezioni del club dedite ad altri sport quali il tennis.
Vi si trovava anche il Pabellón Raimundo Saporta, edificato nel 1966, dove la squadra di pallacanestro del Real Madrid giocò le partite interne per 38 anni. Alcuni dei migliori giocatori europei, tra cui Dražen Petrović e Arvydas Sabonis, poi affermatisi nella NBA, lì erano di casa.

## Controversie
Alla fine del XX secolo il terreno circostante non era più periferico, ma era diventato un nodo importante dei trasporti fra il nord della città e l'area finanziaria. La sua collocazione lungo la Castellana determinò un aumento nel valore del terreno. Alla fine degli anni novanta il Real Madrid più di una volta intraprese piani di ricostruzione e di sviluppo alternativo del terreno, ma solo sotto la presidenza di Florentino Pérez si realizzarono i programmi.
Nel 2001 Pérez cedette l'area dove sorge la Ciudad Deportiva ad un gruppo di immobiliari per 80 miliardi di pesetas.